# Иванов, Николай Максимович (генерал)
Николай Максимович Иванов (19 ноября [1 декабря] 1859 — 1 марта 1935) — генерал-лейтенант, командир 3-го Кавказского армейского корпуса во время Первой мировой войны.

## Биография
Родился 19 ноября 1859 года в станице Исправной на Кубани, происходил из потомственных дворян Смоленской губернии.
Общее образование получил в 1-й Санкт-Петербургской военной гимназии. 14 августа 1877 года зачислен в 1-е военное Павловское училище, откуда выпущен 8 августа 1879 года портупей-юнкером, был произведён в прапорщики, с переименованием в подпоручики артиллерии и зачислением в 3-ю резервную артиллерийскую бригаду, затем поступил в 3-й стрелковый ЕВ полк. Младший офицер, адъютант.
1 января 1885 года Иванов был произведён в поручики с зачислением по гвардейской артиллерии и далее служил в лейб-гвардии 1-м стрелковом полку, 1 апреля 1890 года был произведён в штабс-капитаны и 24 марта 1896 года — в чин капитана, шесть с половиной лет командовал ротой. 6 декабря 1901 года произведён в чин полковника, затем около пяти лет командовал батальоном в лейб-гвардии резервном пехотном полку, 12 марта 1906 года был назначен командиром 133-го пехотного Симферопольского полка.
14 июля 1910 года Иванов был произведён «за отличие» в чин генерал-майора и назначен командиром 2-й бригады 7-й Сибирской стрелковой дивизии, а 14 января 1914 года переведён на должность командира 2-й бригады 21-й пехотной дивизии.
Во время Первой мировой войны, был выбран «почетным стариком» станицы Исправной Баталпашинского отдела Кубанского Казачьего Войска. Иванов сражался с немцами в Польше и за боевые отличия был удостоен нескольких наград. Высочайшим приказом от 6 января 1915 года Иванов был награждён Георгиевским оружием. Высочайшим приказом от 15 апреля того же года, был удостоен ордена св. Георгия 4-й степени
За то, что, переправившись 26 сент. 1914 г. у д. Павловице на левый берег р. Вислы под натиском сильнейшего противника, продвинулся вперёд и закрепился, и, несмотря на большие потери, отбросил германцев и удержал все нужные для подходящего 17-го корпуса позиции, которые и были спокойно заняты этим корпусом, что в результате вызвало отступление германцев.
1 июля 1915 года Иванов был назначен командующим 52-й пехотной дивизией, 16 января 1916 года произведён в генерал-лейтенанты (старшинство в чине установлено с 26 сентября 1914 года), с утверждением в должности начальника 52-й пехотной дивизии. В июле—августе 1917 года он командовал 3-м Кавказским армейским корпусом.
После Октябрьской революции, Иванов служил в Добровольческой армии и Вооружённых силах Юга России, а в 1920 году эмигрировал в Югославию, поступил на службу в армию королевства СХС, служил Скопленском военном округе. Скончался в возрасте 76 лет 1(2) марта 1935 года в Скопле.

## Награды
Среди прочих наград Иванов имел ордена:
- Орден Святого Станислава 3-й степени (1888 год)
- Орден Святой Анны 3-й степени (1894 год)
- Орден Святого Станислава 2-й степени (1897 год)
- Орден Святой Анны 2-й степени (1904 год)
- Орден Святого Владимира 3-й степени (1913 год)
- Георгиевское оружие (6 января 1915 года)
- Орден Святого Станислава 1-й степени с мечами (10 января 1915 года)
- Орден Святого Георгия 4-й степени (15 апреля 1915 года)
- Орден Белого орла с мечами (20 декабря 1916 года)